# EU-Südstaaten

Mittelmeeranrainerstaaten

Die Gruppe der EU-Südstaaten (auch EuroMed 9) bestehen aus acht Mittelmeeranrainerstaaten der Europäischen Union sowie Portugal.
Die Regierungs- und Staatschefs  von Frankreich, Griechenland, Italien, Kroatien, Malta, Portugal, Slowenien, Spanien und Zypern treffen sich, um nach einer „neuen Vision“ für den Kontinent zu suchen. Zudem  soll das EU-Türkei-Abkommen gestärkt werden. Das Akronym EuroMed 9 setzt sich aus den Begriffen Europa und Mediterraneum und der Anzahl der Mitgliedstaaten zusammen. Med 5 bezieht sich auf Italien, Zypern, Griechenland, Malta und Spanien.

## Südeuropa-Gipfeltreffen

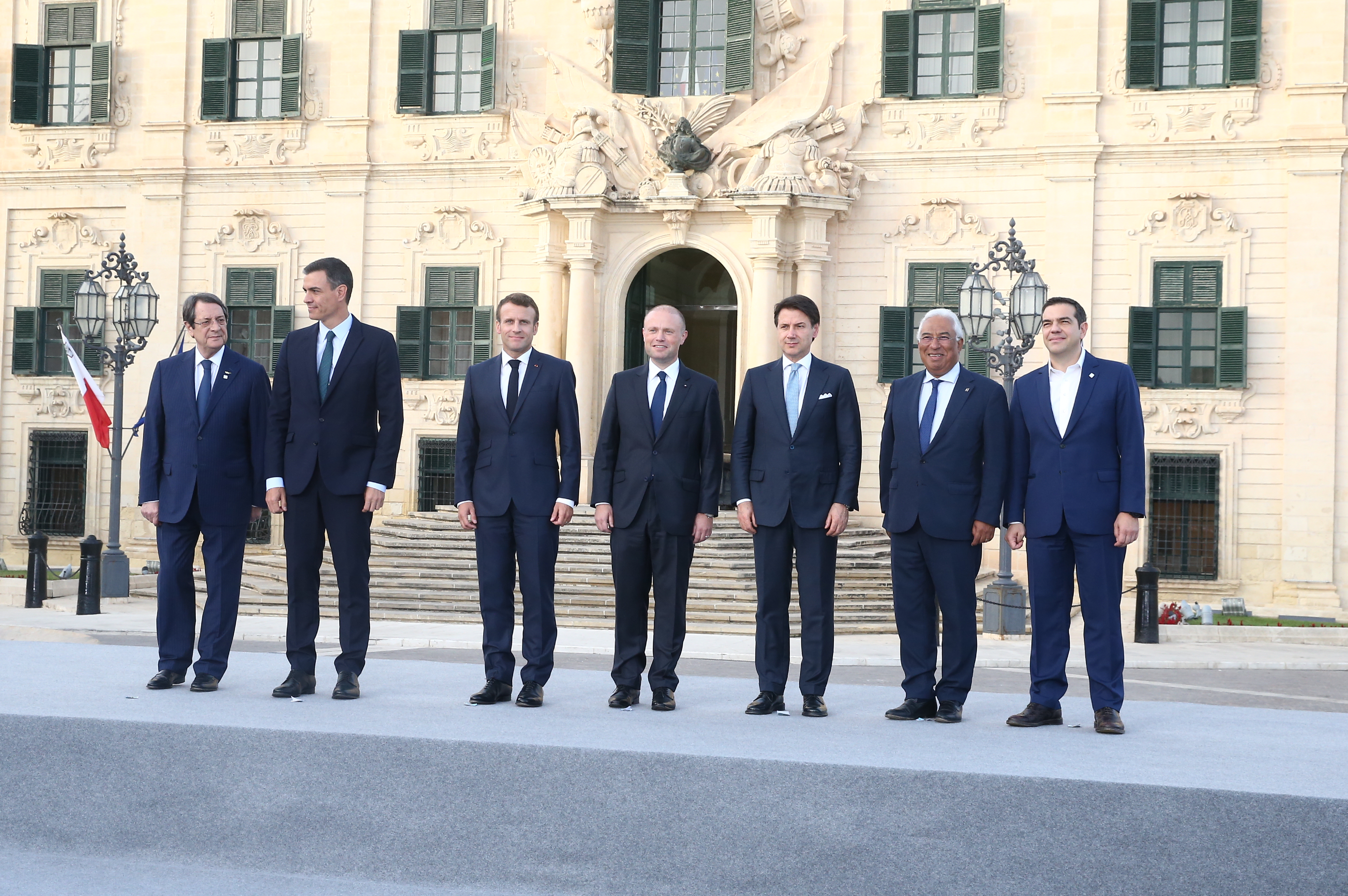
Die Staats- und Regierungschefs beim EuroMed 7-Gipfel am 14. Juni 2019 in der maltesischen Stadt Valletta

Die Südeuropa-Gipfeltreffen fanden folgendermaßen statt:
- 09. September 2016 in Athen,  Griechenland
- 28. Januar 2017 in Lissabon,  Portugal
- 10. April 2017 in Madrid,  Spanien
- 10. Januar 2018 in Rom,  Italien
- 29. Januar 2019 in Nikosia,  Zypern
- 14. Juni 2019 in Valletta,  Malta
- 10. September 2020[5] in Porticcio (Korsika),  Frankreich
- 17. September 2021 in Athen,  Griechenland
- 9. Dezember 2022, in Alicante,  Spanien

## Mitgliedstaaten
| Mitgliedstaat | Bevölkerung | Prozentual zur EU | Fläche km² | Prozentual zur EU |
| ------------- | ----------- | ----------------- | ---------- | ----------------- |
| Frankreich    | 65.856.609  | 12,98             | 643.548    | 14,6              |
| Italien       | 60.782.668  | 11,98             | 301.320    | 6,8               |
| Spanien       | 46.507.760  | 9,17              | 504.782    | 11,4              |
| Griechenland  | 10.992.589  | 2,17              | 131.957    | 3,0               |
| Portugal      | 10.427.301  | 2,05              | 92.931     | 2,1               |
| Zypern        | 858.000     | 0,17              | 9.250      | 0,2               |
| Malta         | 425.384     | 0,08              | 316        | 0,0               |